# Chrudim (nádraží)
Chrudim je železniční stanice v západní části stejnojmenného okresního města v Pardubickém kraji poblíž řeky Chrudimky. Leží na neelektrizovaných trati Pardubice – Havlíčkův Brod a odbočuje zde trať přes Moravany do Borohrádku. V Chrudimi se dále nachází zastávka Chrudim zastávka a dopravna D3 Chrudim město.

## Historie
V roce 1871 dostavěla společnost Rakouská severozápadní dráha (ÖNWB) svou trať navazující na železnici z Liberce a Rosic nad Labem a pokračující dále přes Hlinsko a Havlíčkova Brodu, pravidelný provoz na trati byl zahájen 1. června. Autorem univerzalizované podoby stanic pro celou dráhu byl architekt Carl Schlimp. Trasa byla výsledkem snahy o propojení železničních tratí v majetku ÖNWB jihozápadním směrem, tedy traťových úseků Liberec-Pardubice a hlavního tahu společnosti, železniční trati spojující Vídeň a Berlín. Nádražní budova byla ve 20. století nadále rozšiřována a zvětšována, díky čemuž razantně změnila svou původně danou podobu.
26. září 1899 zahájila provoz trať z Borohrádku do Heřmanova Městce zbudovaná společností Místní dráha Chrudimsko-holická, jež obsluhovala též nádraží Chrudim město, z nějž vedla na nádraží Rakouské severozápní dráhy spojka. Po zestátnění ÖNWB v roce 1908 pak obsluhovala stanici jedna společnost, Císařsko-královské státní dráhy (kkStB), po roce 1918 pak správu přebraly Československé státní dráhy. Místní dráha byla zestátněna až roku 1925.

## Popis
V roce 2016 byla dokončena rekonstrukce nádraží prováděná na širším úseku trati. Původní jedno hranové a dvě ostrovní nekrytá nástupiště nahradilo jedno nekryté vyvýšené nástupiště poloostrovní (k příchodu slouží přechod přes koleje) a jedno vnější nástupiště u budovy. Před staniční budovou se nachází autobusové stanoviště a přímo na areál přiléhá městské autobusové nádraží.